# لغة جوتشيو
جوتشيو (أيضاً أوتوا وأوتوو) هي لغة إدويدية متحدثة في ولاية إدو، وخاصة في مناطق أوان و Akoko-Edo بولاية إدو، نيجيريا.